# Luka Đelmiš
Luka Đelmiš (mađ. Gyelmis Lukács) (Subotica, 27. studenoga 1899. - ?) je bio vojvođanski slikar. Rodom je Hrvat.
Školovao se u Subotici, a likovnu je izobrazbu gradio u Budimpešti kod Julija Rudnaya (Gyula Rudnay) te poslije u Firenci na Akademiji lijepih umjetnosti. U Firenci je studirao, a ukupno je ostao deset godina. Već ondje je izlagao, a osim u Firenci, izlagao je u još nekim gradovima u Italiji, u Parizu, Budimpešti i Subotici.
Ističu se njegove slike mrtve prirode.